# كورتني سينا مريديث
كورتني سينا مريديث (بالإنجليزية: Courtney Sina Meredith)‏ (1986)؛ مؤلِّفة، كاتِبة مسرحية وشاعرة نيوزيلندية. درست في جامعة أوكلاند.